# Gerard Wodarz
Gerard Wodarz (Świętochłowice, 1913. augusztus 10. – Chorzów, 1982. november 8.), lengyel válogatott labdarúgó, edző. A két világháború közötti Lengyelország egyik legjobb futballistája. Többszörös országos bajnok a Ruch Wielkie Hajdukival, amely 1939 januárjában a Ruch Chorzów nevet vette fel.
A lengyel válogatott tagjaként részt vett az 1936. évi nyári olimpiai játékokon és az 1938-as világbajnokságon.

## Pályafutása

### Klubcsapatokban
A pályafutása a Ruch Wielkie Hajdukiban kezdődött, amelyben 1926 és 1939 között, majd a második világháború után, 1946–47-ben játszott. Ernst Willimowskival és Teodor Peterekkel együtt a Ruch Chorzów történetének egyik legjobb csatársorának volt a tagja. 183 mérkőzésen 51 gólt szerzett, és ötször volt lengyel bajnok (1933 és 1936 között minden évben és 1938-ban).
Lengyelország 1939 szeptemberében történt német megszállása után aláírta a német nemzetiségi listát (Volksliste), és egy újonnan létrehozott csapatban, a Bismarckhütter SV 99-ben játszott (amely a háború előtti Ruch Chorzówra épült). 1941-ben behívták a Wehrmachtba, 1944-ben pedig amerikai hadifogságba esett. Az amerikaiak átadták őt a lengyel fegyveres erőknek, ezután visszatért a labdarúgáshoz.
1946-ban visszatért Lengyelországba, és a következő két évben a Ruch Chorzówban játszott. Pályafutása 1947-ben ért véget. Később több felső-sziléziai csapat edzőjeként dolgozott.

### A válogatottban
A lengyel válogatottban 28 mérkőzésen szerepelt. 1932. október 2-án Bukarestben játszott először Románia ellen. Részt vett az 1936. évi berlini olimpiai játékokon, ahol 5 gólt szerzett. Emellett ő is játszott a lengyel labdarúgás történetének egyik leghíresebb mérkőzésén, az 1938-as világbajnokságon Strasbourgban Brazília ellen.

## Sikerei, díjai
Ruch Chorzów
- Lengyel bajnok (5): 1933, 1934, 1935, 1936, 1938

## Fordítás
- Ez a szócikk részben vagy egészben  a   Gerard Wodarz című angol Wikipédia-szócikk ezen változatának fordításán alapul.  Az eredeti cikk szerkesztőit annak laptörténete sorolja fel. Ez a jelzés csupán a megfogalmazás eredetét és a szerzői jogokat jelzi, nem szolgál a cikkben szereplő információk forrásmegjelöléseként.